# Alt-right
Alt-right (de la termenul englez „alternative right” – dreapta alternativă) este un segment slab definit al ideologiilor de extrema dreaptă, prezentată ca o alternativă la conservatorismul de masă, în favoarea naționalismului alb, în principal în Statele Unite, Europa și Canada. Dreapta de alternativă a devenit cunoscută recent drept o mișcare unificată în sprijinul candidatului republican la președinția Statelor Unite din 2016, Donald J. Trump, precum și prin opoziția sa față de multiculturalismul și imigrația de masă.
Deși „Alt-right” nu are o ideologie oficială, Associated Press afirmând că nu există „nici o modalitate de a defini ideologia sa”, alte surse, au descris viziunile mișcării ca fiind izolaționiste, protecționiste, antisemite, anti-islamice, raciste, supremaciste albe și suprapuse frecvent cu nativismul, islamofobia, homofobia, populismul de dreapta, și mișcarea neoreacționară. Curentul a fost declarat drept o mișcare on-line legată, în mare măsură, de fenomele (meme) de pe internet, utilizate la scară largă pentru a avansa sau a-și exprima convingerile sale, de multe ori pe site-uri web, cum ar fi 4chan.

## Opinii
Profesorul George Hawley de la Universitatea din Alabama a sugerat că „Alt-right” poate reprezenta o amenințare mai mare pentru progresivism⁠(en)[traduceți] decât mișcarea conservatoare de masă.
Cronicarul de la Newsday, Cathy Young, a remarcat o puternică opoziție a mișcării, atât față de imigrația ilegală, cât și cea la legală, precum și puternica opoziție în legătură cu criza refugiaților în Europa.
Nicole Hemmer de la National Public Radio (NPR) a declarat că corectitudinea politică este văzută de „alt-right” ca fiind „cea mai mare amenințare pentru libertatea lor”.

## Vezi și
- Noua dreaptă
- Paul Joseph Watson
- Stefan Molyneux
- PEGIDA

## Legături externe
- An Establishment Conservative's Guide To The Alt-Right Breitbart
- Alternative-right Arhivat în 26 august 2016, la Wayback Machine. la Blogspot.com